# آنا ولفرمان
آنا غابرييلا ولفرمان (من مواليد كاراكاس، فنزويلا، في 20 مارس 2001) هي ممثلة ومضيفة ومغنية ومنشئة محتوى فنزويلية أمريكية اشتهرت آنا بظهورها في أعمال منها مسلسل تلفزيوني تحت سماء واحدة (2015)، ومسلسل تلفزيونى جينا يي (2023)، وبدورها في سلسلة ماريبوسا دي باريو على نيتفليكس (2017). وبحضورها المتزايد على وسائل التواصل الاجتماعي من خلال حساب تيك توك الخاص بها، منذ هجرة عائلتها إلى الولايات المتحدة في عام 2008عاشت في ميامي، فلوريدا، ثم انتقلت للإقامة في نيويورك.

## روابط خارجية
- آنا ولفرمان في قاعدة بيانات الأفلام على الإنترنت
- Ana Wolfermann على إنستغرام